# مروارید سبز

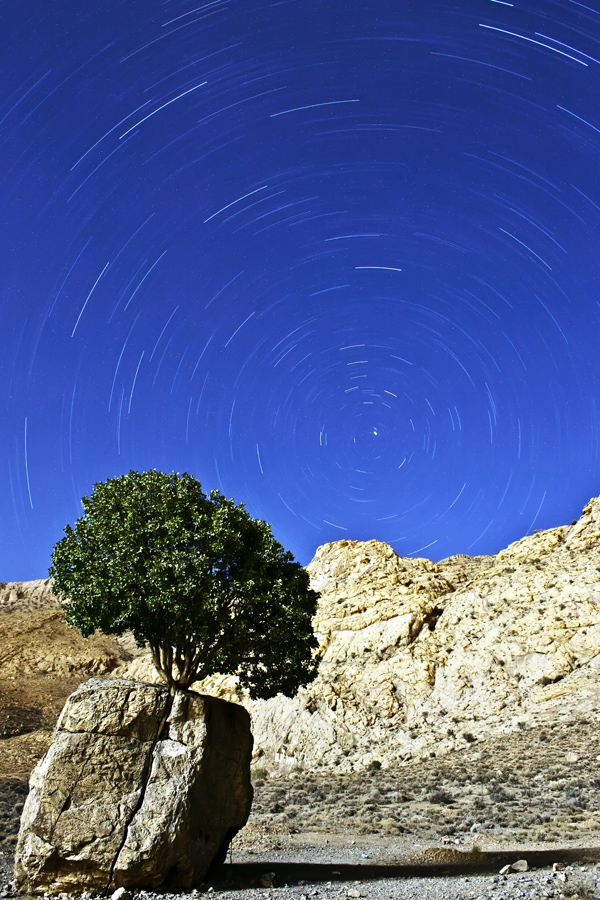
مروارید سبز ارسنجان

مروارید سبز ارسنجان یکی از جاذبه‌های گردشگری شهرستان ارسنجان می‌باشد، این تک درخت روییده بر یک تخته سنگ بزرگ است که به سنگ صبور نیز شهرت دارد.
مروارید سبز در ۴ کیلومتری شمال‌غرب (شمال جغرافیایی) شهرستان ارسنجان واقع شده است، که به صورت
درخت بنه خود را بر روی صخره‌ای عظیم با ارتفاع تقریبی ۶ متر قرار دارد. نکته ی جالب ماجرا در این است که درخت برای رساندن ریشه‌های خود به خاک ، میان صخره را در چندین قسمت شکافته و توانسته به مرور خود را به زمین متصل کند.این درخت بیش از ۵۰۰سال عمر دارد و مردم ارسنجان آنرا تک درخت نیز می نامند. شهرداری ارسنجان قصد داشت که این شگفتی طبیعی را به مرکز شهر منتقل کنند اما به دلیل احتمال صدمه به ریشه و آسیب به آن این برنامه رد شد.

## گالری تصاویر

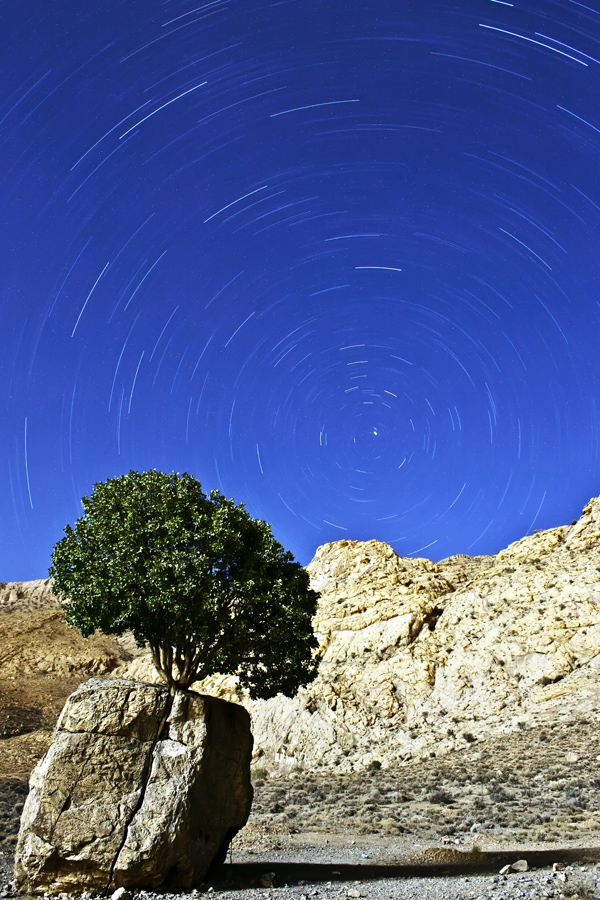
ثبت یک عکس نجومی در شبی مهتابی در کنار مروارید سبز ارسنجان.
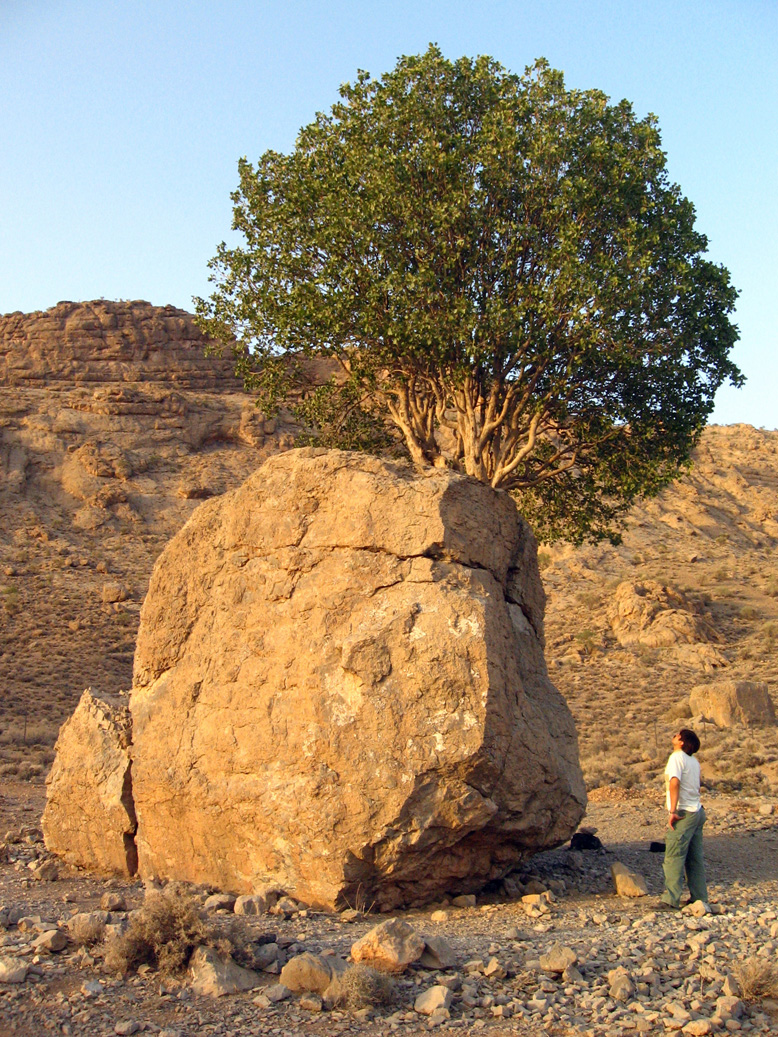
در این تصویر انسانی با قدی در حدود 180cm در کنار این پدیده طبیعی ایستاده است.
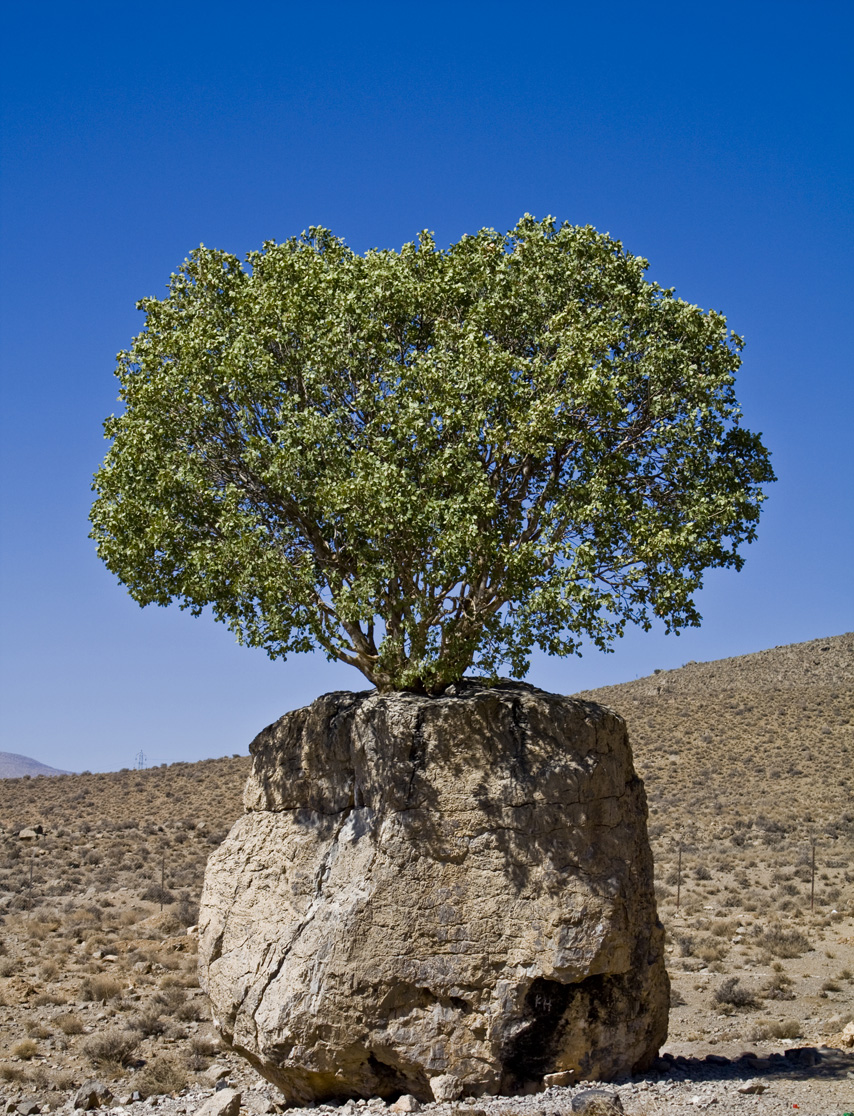
تصویری دیگر از مروارید سبز ارسنجان.